# Formylowanie

Cząsteczka aldehydu z zaznaczoną na niebiesko grupą formylową

Formylowanie (formylacja) – reakcja chemiczna polegająca na wprowadzeniu do związku chemicznego grupy formylowej (aldehydowej), –CHO. 
Przykładową reakcją formylowania jest reakcja Vilsmeiera-Haacka, np.:

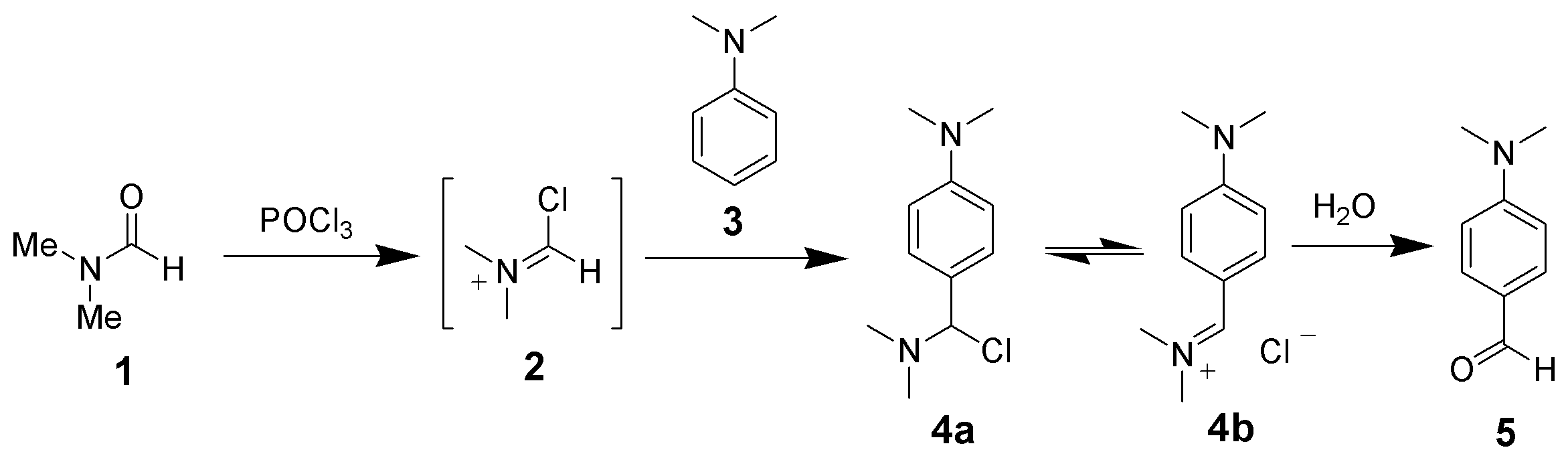
Formylowanie DMA (3) za pomocą DMF (1) wobec POCl_{3}

Formylowanie jest reakcją o dużym znaczeniu biologicznym. M.in. biosynteza białka inicjowana jest przez N-formylometioninę, powstającą w wyniku formylacji metioniny przez  formylową pochodną kwasu tetrahydrofoliowego: